# Stadio Palmintelli
Lo stadio Palmintelli, sito in viale della Regione a Caltanissetta, è il secondo impianto calcistico della città usato principalmente dalle società minori e dalle giovanili.

## Caratteristiche
L'impianto non è molto grande (infatti può ospitare solo il 26% degli spettatori del Marco Tomaselli) tuttavia è in grado di ospitare partite di Eccellenza.
Sino all'inaugurazione del Marco Tomaselli anche la Nissa, la maggiore società calcistica della provincia, disputava le sue partite casalinghe in quest'impianto; anche quelle disputate in Serie C2 e Serie D. A partire dalla stagione 2013-2014, in seguito al fallimento e alla rifondazione, la società biancoscudata è ritornata a giocare al Palmintelli a causa degli eccessivi costi di gestione dello stadio Pian del Lago. Dopo la promozione al campionato di Prima Categoria Sicilia 2014-2015, il Palmintelli è diventato il palcoscenico di un inedito derby di campionato: Nissa - Atletico Caltanissetta.